# Bataille de Rozgony
La bataille de Rozgony, parfois appelée bataille de Rozhanovce, est une bataille ayant opposé Charles Robert de Hongrie à la famille du Palatin Amadé Aba le 15 juin 1312, à Rozgony (aujourd'hui Rozhanovce en Slovaquie). Le Chronica Hungarorum décrit ce combat comme « la plus cruelle bataille depuis l'invasion de l'Europe par les Mongols ». Malgré de nombreuses pertes dans le camp du roi, cette victoire décisive mit un terme à la domination de la famille Aba sur l'est du Royaume de Hongrie, affaiblissant par là même son principal opposant Máté Csák et consolidant une bonne fois pour toutes le pouvoir de Charles Robert de Hongrie.

## Origine et contexte du conflit
Après l'extinction de la branche aînée de la Maison d'Arpad en 1301, la succession au trône du Royaume de Hongrie devint contestée par de nombreux monarques étrangers et par de nombreux prétendants au trône. L'un d'entre eux, Charles Robert de Hongrie, était le favori du pape Boniface VIII. À cette époque, le royaume était une confédération de petits royaumes, principautés et duchés. Au fur et à mesure des années, Charles repoussa ses opposants étrangers en dehors des frontières du royaume et s'installa sur le trône hongrois. Cependant, le pouvoir du monarque restait souvent très théorique dans de nombreuses parties du royaume car de nombreux magnats, rois locaux, ducs et princes ne le reconnaissaient pas comme leur souverain. Initialement, le principal adversaire de Charles était Máté Csák, qui contrôlait de nombreuses terres à l'ouest et au nord du Royaume de Hongrie. Mais ce dernier s'allia avec la famille Aba qui elle contrôlait l'est du royaume.
En 1312, Charles assiégea le château de Sáros (aujourd'hui en Slovaquie) alors contrôlé par les Aba. Après que ces derniers reçurent de substantiels renforts de Máté Csák (d'après les Chronica Hungarorum, ce dernier leur fournit la quasi-totalité de ses forces militaires, à savoir environ 1 700 lanciers). Charles Robert d'Anjou fut alors forcé de se replier vers le comté royal de Szepes, où des habitants saxons vinrent renforcer ses effectifs. Ce repli incita la famille Aba, forte des troupes additionnelles de Csák, à contre-attaquer en s’élançant vers Kassa (aujourd'hui Kocise en Slovaquie) qui représentait un objectif stratégique, notamment parce que Charles y avait fait assassiner quelques mois plus tôt Amadé Aba par les colons germains de Kassa.

## La bataille

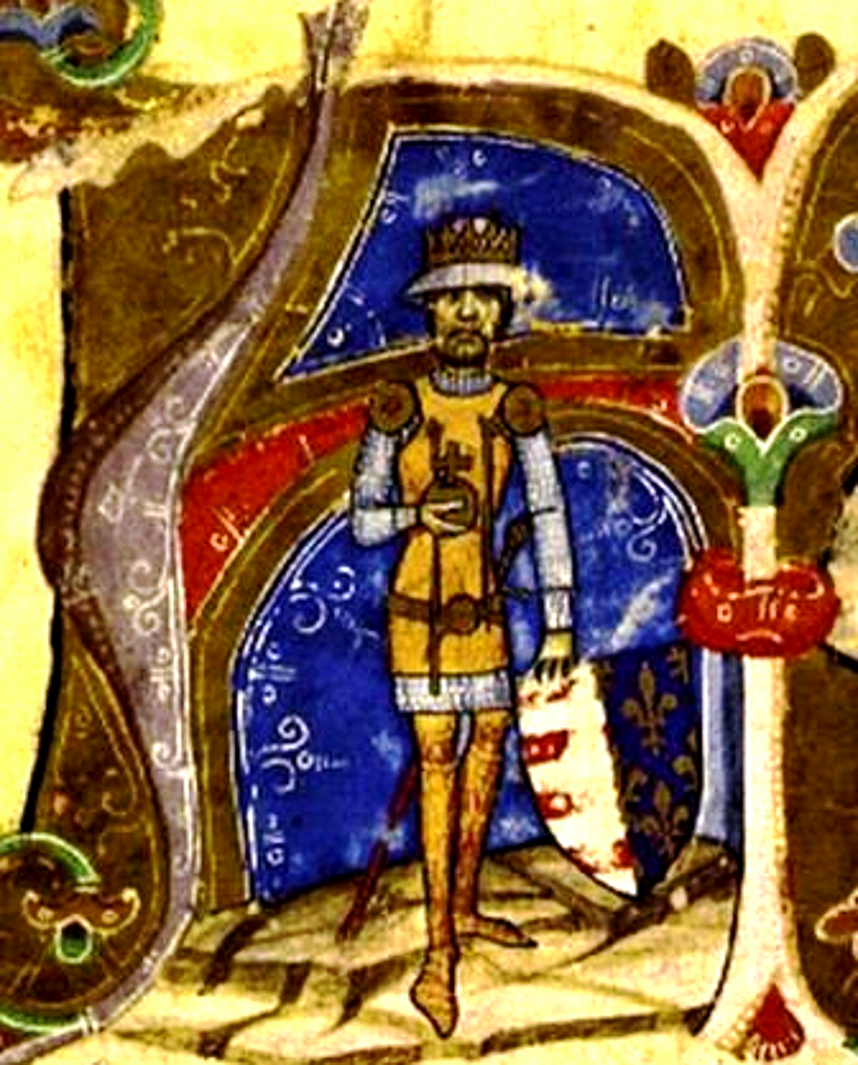
Roi Charles Robert de Hongrie

Les forces armées opposées au roi Charles abandonnèrent le siège de Kassa et se positionnèrent sur une colline près de Tarca. Charles fut alors forcé de positionner ses troupes en contrebas de cette colline dans une plaine cultivée. Bien que le nombre soit encore aujourd'hui incertain, les troupes de Charles Robert se composaient de sa propre armée, d'une unité italienne de l'ordre de Saint-Jean de Jérusalem, ainsi que de 1 000 hommes de l'infanterie lourde des Saxons de Spis. 
La bataille débuta quand les rebelles menèrent une attaque surprise durant, ou juste avant, la messe religieuse à laquelle participaient les troupes du roi Charles. Les écrits relatent alors un combat sanglant, vidant les rangs des deux armées. L'étendard royal fut même capturé, obligeant le roi Charles à prendre directement part au combat, sous la bannière de l'ordre de Saint-Jean de Jérusalem. À un moment crucial de la bataille, des renforts venant de Kassa vinrent porter assistance au roi et permirent à ce dernier de reprendre le dessus. L'armée rebelle, ayant perdu ses deux commandants Aba Le Grand et Demetrius Balassa, fut mise en déroute.

## Conséquence
Certains[réf. nécessaire] chefs de la famille Aba périrent durant cette bataille et leurs terres furent alors annexées et réparties entre le roi et des soutiens. Mais cette défaite fut aussi celle de Máté Csák qui perdit un important allié en la famille Aba. Bien qu'il conserva un contrôle important sur ses terres jusqu'à sa mort en 1321, son pouvoir commença à décliner juste après cette bataille et il ne fut alors plus jamais en mesure de mener une offensive d'envergure contre le roi Charles.
La conséquence directe de cette victoire pour Charles fut qu'il prit le contrôle du nord-est du territoire du Royaume. Mais les conséquences à long terme furent bien plus importantes : les magnats perdirent leur capacité à s'opposer avec force au roi. Ce dernier put alors étendre son pouvoir et son prestige, contrôlant militairement ses terres et s'attaquant aux poches de résistances restantes.